# Scott Wilson
Scott Wilson (nacido como  William Delano Wilson; Thomasville, Georgia, 29 de marzo de 1942-Los Ángeles, California, 6 de octubre de 2018) fue un actor estadounidense de cine y televisión, con más de cincuenta películas en su carrera. Interpretó a Hershel Greene en la serie de AMC The Walking Dead, así como un papel en la serie CSI: Crime Scene Investigation como Sam Braun.

## Biografía
Wilson apareció en In the Heat of the Night, A sangre fría, El gran Gatsby, Elegidos para la gloria, A year of the Quiet Sun, Malone, The Walking Dead, The Grass Harp, Junebug, The Host, Monster, Young Guns II, G.I. Jane, Pearl Harbor, Big Stan y Judge Dredd. Recibió una nominación al Globo de Oro por mejor actor de reparto por su papel en The Ninth Configuration. En 2003 protagonizó la película Monster: asesina en serie.
Interpretó el papel de un pastor eclesiástico en la temporada 7 de The X-Files en el episodio 7 llamado Orison. Wilson apareció en varios episodios de CSI: Crime Scene Investigation como Sam Braun, el padre de Catherine Willows. Braun fue asesinado en el episodio «Built to Kill, Parte 2». En 2003 Wilson participó como actor al rodaje de la película El último samurái como embajador de Estados Unidos en Japón.
En otoño de 2011 apareció junto a Laura Dern en Enlightened.
De 2011 a 2013, Wilson apareció como el granjero y veterinario Hershel Greene en The Walking Dead. 
En 2016 apareció en la serie de Netflix The OA, interpretando a Abel Johnson.
Se informó de su fallecimiento el 6 de octubre de 2018, debido a complicaciones producto de la leucemia que padecía. Pocas horas antes de su deceso, se había anunciado una aparición especial para la novena temporada de The Walking Dead. Finalmente su última aparición en la serie salió al aire el 4 de noviembre.

## Filmografía
Cine
| Año  | Título                  | Papel                       | Notas          |
| ---- | ----------------------- | --------------------------- | -------------- |
| 1967 | En el calor de la noche | Harvey Oberst               | Coprotagonista |
| 1967 | A sangre fría           | Richard Dick Eugene Hickock | Protagonista   |
| 1971 | La banda de los Grissom | Slim Grissom                | Protagonista   |
| 1974 | El gran Gatsby          | George Wilson               | Coprotagonista |
| 1979 | La Ilegal               | Oficial de Policía          | Secundario     |
| 1983 | Elegidos para la gloria | Scott Crossfield            | Secundario     |
| 1984 | Río abajo               | Mitch                       | Protagonista   |
| 1990 | Young Guns II           | Lee Wallace                 | Secundario     |
| 1990 | The Exorcist III        | Dr. Temple                  | Secundario     |
| 1990 | La cruz de Iberia       |                             |                |
| 1995 | Judge Dredd             |                             | Secundario     |
| 1996 | Shiloh                  | Judd Travers                |                |
| 1997 | G.I. Jane               | Capitán Salem               | Coprotagonista |
| 1999 | Shiloh 2: Shiloh Season | Judd Travers                |                |
| 2001 | Pearl Harbor            | George Marshall             | Secundario     |
| 2003 | Monster                 |                             | Protagonista   |
| 2007 | Big Stan                | Warden Gasque               | Coprotagonista |
| 2007 | The Heartbreak Kid      | Boo                         | Secundario     |

Televisión
| Año             | Programa                       | Personaje       | Notas |
| --------------- | ------------------------------ | --------------- | --- |
| 1986            | The Twilight Zone              | Matthew Foreman | Episodio "Quarantine" |
| 2000            | The X-Files                    | Rev. Orison     | Episodio "Orison" |
| 2001-2006       | CSI: Crime Scene Investigation | Sam Braun       | Recurrente (Temporadas 2-7; 9 episodios) |
| 2003            | Karen Sisco                    | Homer           | Episodio "Dumb Bunnies" |
| 2005            | Law & Order                    | Ben Chaney      | Episodio "Sport of Kings" |
| 2011            | Justified                      | Frank Reasoner  | Episodio "Blaze of Glory" |
| 2011            | Enlightened                    | Marv            | Episodio "Someone Else's Life" |
| 2011-2014, 2018 | The Walking Dead               | Hershel Greene  | Recurrente (Temporada 2; 11 episodios) Coprotagonista (Temporada 3; 13 episodios) principal Temporada 4; 8 episodios) Invitado (Temporada 9; 1 episodio) |
| 2014-2015       | Bosch                          | Paul Guyot      | Recurrente (Temporada 1; 3 episodios) |
| 2016            | Damien                         | John Lyons      | Recurrente (5 episodios) |
| 2016-2019       | The OA                         | Abel Johnson    | Protagonista (7 episodios) |